# Bouvron (Meurthe i Mozela)
Bouvron – miejscowość i gmina we Francji, w regionie Grand Est, w departamencie Meurthe i Mozela.
Według danych na rok 1990 gminę zamieszkiwały 132 osoby, a gęstość zaludnienia wynosiła 13 osób/km² (wśród 2335 gmin Lotaryngii Bouvron plasuje się na 913. miejscu pod względem liczby ludności, natomiast pod względem powierzchni na miejscu 595.).

## Populacja

Populacja Bouvron w latach 1962–2008